# Lies (canción de Chvrches)
«Lies» es una canción de la banda de synthpop escocesa Chvrches, de su primer álbum, The Bones of What You Believe. Fue lanzado como el cuarto sencillo oficial del álbum el 4 de noviembre de 2013 a través de Virgin Records y Goodbye Records.

## Recepción
«Lies» recibió críticas muy favorables, destacando la reseña de Pitchfork Media, el cual aseguraba sobre la voz de Lauren Mayberry que "puede sonar cortante, dolorida, triunfal, frágil e ingrávida; en ocasiones, todo junto como en Lies", añadiendo que "ella se eleva por encima de la construcción montañosa del coro, y su oleada vocal rescata el turbio techno de Science/Visions". NME determinó que los primeros cuatro sencillos —Lies, The Mother We Share, Recover y Gun— son muy fuertes, declarando que el resto de canciones "no tienen la inmediatez de Lies o Recover".

## Vídeo musical
El vídeo musical de «Lies» fue dirigido por Sing J. Lee, y publicado en el canal de YouTube de la banda el 4 de noviembre de 2013.

## Versión de Muse
La banda británica Muse realizó en su visita al programa de radio Live Lounge de la BBC Radio 1, una cover de la canción «Lies» de Chvrches. El empleo de guitarras eléctricas en la grabación, unida a la voz de Matt Bellamy, recibió elogios por gran parte de la crítica.